# Памятник Ласаро Карденасу (Мадрид)
Памятник Ласаро Карденасу (исп. Monumento a Lázaro Cárdenas) расположен на территории Северного парка (Мадрид, Испания). Он был создан мексиканским скульптором Хулианом Мартинесом в честь мексиканского президента Ласаро Карденаса, принявшего у себя в стране тысячи республиканцев, бежавших туда после Гражданской войны в Испании и от последовавшей за ней диктатуры Франко.

## История и описание
Решение отдать дань уважения мексиканскому президенту Ласаро Карденасу, приютившего у себя в стране около 30 000 испанских республиканцев, бежавших от Гражданской войны в Испании и последовавшей за ней франкистской диктатуры, было одним из первых, принятых демократическими муниципальными властями, сформированными по итогам муниципальных выборов 1979 года в Мадриде, на первом своём заседании. Финансирование постамента для памятника взял на себя Городской совет Мадрида, в то время как деньги на статую собирались за счёт пожертвований среди испанского республиканского сообщества в Мексике. Первоначально планировалось установить лишь бюст, но денег было собрано так много, что было решено заказать статую мексиканского президента в полный рост.
Создание памятника было поручено мексиканскому скульптору Хулиану Мартинесу, который и сам был испанским эмигрантом, прибывшим в Мексику в молодости. Статуя высотой 3,5 метра и в полный рост оказалась слишком большой для первоначально отведённого для неё в 1982 году места на площади президента Карденаса, поэтому Городской совет Мадрида выбрал для памятника новое местоположение — в Северном парке. Статуя была отлита из бронзы в Мексике, расходы на её транспортировку в Мадрид также взяла на себя испанская республиканская община в Мексике. Архитекторы Хоакин Рольдан и Сантьяго Куберо также участвовали в создании памятника Карденасу.
Памятник Ласаро Карденасу был открыт 16 ноября 1983 года в ходе торжественной церемонии, на которой присутствовали мэр Мадрида Энрике Тьерно Гальван, глава Мехико Рамон Агирре, вдова Карденаса Амалия Солорсано и его сын Куаутемок Карденас, испанские социалистические политики Энрике Барон, Хоакин Легина, Хосе Федерико де Карвахаль и другие именитые гости.
Две таблички, изначально прикреплённые к памятнику, гласят: "el pueblo de madrid / a lázaro cárdenas / presidente de méxico (de 1934 a 1940)" («Народ Мадрида, Ласаро Карденасу, президенту Мексики (с 1934 по 1940 год)» и "el exilio republicano / español / con honda gratitud / y reconocimiento / a lázaro cárdenas / presidente de méxico" («Испанский республиканец-изгнанник с глубокой благодарностью и признательностью Ласаро Карденасу, президенту Мексики»).
По инициативе Ассоциации потомков испанских беженцев в октябре 2005 года к памятнику была добавлена новая мемориальная доска с надписью "padre de los españoles sin patria y sin derechos, perseguidos por la tiranía y desheredados por el odio" («отец испанцев без родины и без прав, преследуемых тиранией и лишённых будущего из-за ненависти»), которая является цитатой республиканского писателя и политика Альваро де Альборноса, обращённой им к Карденасу по прибытии в Мексику в качестве беженца.